# 甲賀市立甲南第三小学校
甲賀市立甲南第三小学校（こうかしりつ こうなんだいさんしょうがっこう）は、滋賀県甲賀市甲南町野川にある市立の小学校。

## 所在地
- 滋賀県甲賀市甲南町野川840

## 沿革
- 1874年（明治7年）8月 - 闡明学校設立[1]
- 1882年（明治15年）12月 - 太平学校と改称
- 1886年（明治19年）2月 - 尋常科広岡小学校
- 1887年（明治20年）2月 - 簡易馬杉小学校と合併し、尋常科野川小学校と改称
- 1889年（明治22年） - 尋常科宮小学校と改称
- 1892年（明治25年）4月 - 宮尋常小学校と改称
- 1908年（明治41年）10月 - 現在地校舎竣工落成式
- 1931年（昭和6年）4月 - 高等科併設・宮尋常高等小学校と改称
- 1941年（昭和16年）4月 - 宮国民学校と改称
- 1943年（昭和18年）2月 - 甲南宮国民学校と改称
- 1947年（昭和22年）4月 - 甲南町立宮小学校と改称
- 1947年（昭和22年）6月 - 甲南町立第三小学校と改称
- 1973年（昭和48年）8月 - プール新設
- 1974年（昭和49年）9月 - 新運動場竣工
- 1979年（昭和54年）9月 - 新校舎竣工
- 1990年（平成2年）3月 - 体育館竣工
- 2000年（平成12年）10月 - 中庭にビオトープ完成
- 2001年（平成13年）8月 - 耐震補強工事
- 2002年（平成14年）12月 - 中庭に観察小屋完成
- 2004年（平成16年）10月 - 市町村合併により甲賀市立甲南第三小学校と改称
- 2005年（平成17年）3月 - 新プール竣工。運動場外用時計設置。ビオトープ改修（深い池）
- 2006年（平成18年）4月 - 特別支援学級(けやき学級)新設
- 2008年（平成20年）10月 - 創立百周年記念事業・式典
- 2009年（平成21年）3月 - ビオトープ改修（太陽電池でポンプ循環)
- 2009年（平成21年）5月 - ビオトープ竣工式
- 2016年（平成28年）4月 - 特別支援学級（ひまわり学級）新設
- 2016年（平成28年）10月 - 体育館耐震工事完了

## 校区
この小学校の校区は以下の通り。
甲南町柑子、甲南町野川、甲南町下馬杉、甲南町上馬杉

## 主な進学先
市立中学校に進学する場合は原則として甲賀市立甲南中学校に進学する。